# Марко Дзанкі
Марко Дзанкі (італ. Marco Zanchi; нар. 15 квітня 1977, Сан-Джованні-Б'янко) — італійський футболіст, що грав на позиції захисника. По завершенні ігрової кар'єри — тренер. З 2016 року входить до тренерського штабу клубу «Аталанта».

## Клубна кар'єра
Народився 15 квітня 1977 року в місті Сан-Джованні-Б'янко. Вихованець футбольної школи «Аталанти». Дорослу футбольну кар'єру розпочав 1994 року в основній команді того ж клубу, в якій провів два сезони, взявши участь у 19 матчах чемпіонату. Не пробившись до основи, здавався в оренду в клуби «К'єво» та «Барі», де також грав нечасто.
Влітку 1997 року перейшов до «Удінезе», де поступово став основним гравцем, що дозволило захиснику 2000 року перейти до «Ювентуса», але у складі «старої сеньйори» не заграв і здавався в оренди до клубів «Віченца» та «Верона».
2002 року перейшов до «БолоньЇ», де грав два сезони, але через травми виходив нерегулярно. У 2004 році Дзанкі перейшов у «Мессіну», де став одним з головних гравців оборони і виступав протягом чотирьох сезонів, як в Серії А, так і в Серії В, до літа 2008 року, коли сицилійський клуб був оголошений банкрутом.
2008 року Дзанкі знову став гравцем «Віченци», за яку відіграв 4 сезони у Серії Б. Граючи у складі «Віченци» також здебільшого виходив на поле в основному складі команди. Завершив професійну кар'єру футболіста виступами за команду «Віченца» у 2012 році.

## Виступи за збірні
1992 року дебютував у складі юнацької збірної Італії, взяв участь в 11 іграх на юнацькому рівні. Став срібним призером юнацького (U-18) чемпіонату Європи 1995 року.
Протягом 1995—2000 років залучався до складу молодіжної збірної Італії у складі якої став переможцем молодіжного чемпіонату Європи 2000 року. Та ж команда взяла участь і в Олімпіаді в Австралії — італійці вийшли з групи, але в першому раунді плей-оф поступилися Іспанії. Всього на молодіжному рівні зіграв у 23 офіційних матчах.

## Кар'єра тренера
16 липня 2012 року, припинивши ігрові виступи, Дзанкі залишився в «Віченці», ставши технічним асистентом Роберто Бредою. Навіть після звільнення Бреди Дзанкі залишився в «Віченці» під керівництвом Алессандро Даль Канто.
15 липня 2013 року разом з Даль Канто відправився у «Венецію», де працював асистентом. Проте 15 липня 2014 року повернувся в «Віченцу», де став головним тренером юнацької команди.
З 2015 року став працювати з юнацькими командами «Аталанти».

## Статистика виступів

### Статистика клубних виступів
| Сезон                | Команда              | Чемпіонат            | Чемпіонат | Чемпіонат | Національний кубок | Національний кубок | Національний кубок | Континентальні кубки | Континентальні кубки | Континентальні кубки | Інші змагання | Інші змагання | Інші змагання | Усього | Усього |
| Сезон                | Команда              | Ліга                 | Ігор      | Голів     | Ліга               | Ігор               | Голів              | Ліга                 | Ігор                 | Голів                | Ліга          | Ігор          | Голів         | Ігор   | Голів  |
| -------------------- | -------------------- | -------------------- | --------- | --------- | ------------------ | ------------------ | ------------------ | -------------------- | -------------------- | -------------------- | ------------- | ------------- | ------------- | ------ | ------ |
| 1994–95              | «Аталанта»           | A                    | 9         | 0         | КІ                 | 2                  | 0                  | -                    | -                    | -                    | -             | -             | -             | 11     | 0      |
| 1995–96              | «Аталанта»           | A                    | 10        | 0         | КІ                 | 2                  | 0                  | -                    | -                    | -                    | -             | -             | -             | 12     | 0      |
| Усього за «Аталанту» | Усього за «Аталанту» | Усього за «Аталанту» | 19        | 0         |                    | 4                  | 0                  |                      | -                    | -                    |               | -             | -             | 23     | 0      |
| 1996–97              | «Барі»               | B                    | 6         | 0         | КІ                 | 0                  | 0                  | -                    | -                    | -                    | -             | -             | -             | 6      | 0      |
| 1997–98              | «Удінезе»            | A                    | 7         | 0         | КІ                 | 1                  | 0                  | КУЄФА                | 0                    | 0                    | -             | -             | -             | 8      | 0      |
| 1998–99              | «Удінезе»            | A                    | 12+2      | 0         | КІ                 | 3                  | 0                  | КУЄФА                | 0                    | 0                    | -             | -             | -             | 17     | 0      |
| 1999–00              | «Удінезе»            | A                    | 23        | 0         | КІ                 | 1                  | 0                  | КУЄФА                | 6                    | 0                    | -             | -             | -             | 30     | 0      |
| Усього за «Удінезе»  | Усього за «Удінезе»  | Усього за «Удінезе»  | 42+2      | 0         |                    | 5                  | 0                  |                      | 6                    | 0                    |               | -             | -             | 55     | 0      |
| 2000–01              | «Ювентус»            | A                    | 5         | 0         | КІ                 | 0                  | 0                  | ЛЧ                   | 2                    | 0                    | -             | -             | -             | 7      | 0      |
| 2000–01              | «Віченца»            | A                    | 14        | 3         | КІ                 | -                  | -                  | -                    | -                    | -                    | -             | -             | -             | 14     | 3      |
| 2001–02              | «Верона»             | A                    | 30        | 1         | КІ                 | 1                  | 0                  | -                    | -                    | -                    | -             | -             | -             | 31     | 1      |
| 2002–03              | «Болонья»            | A                    | 18        | 0         | КІ                 | 2                  | 0                  | Інт                  | -                    | -                    | -             | -             | -             | 20     | 0      |
| 2003–04              | «Болонья»            | A                    | 5         | 0         | КІ                 | 2                  | 0                  | -                    | -                    | -                    | -             | -             | -             | 7      | 0      |
| Усього за «Болонью»  | Усього за «Болонью»  | Усього за «Болонью»  | 23        | 0         |                    | 4                  | 0                  |                      | -                    | -                    |               | -             | -             | 27     | 0      |
| 2004–05              | «Мессіна»            | A                    | 29        | 0         | КІ                 | 1                  | 0                  | -                    | -                    | -                    | -             | -             | -             | 30     | 0      |
| 2005–06              | «Мессіна»            | A                    | 28        | 0         | -                  | -                  | -                  | -                    | -                    | -                    | -             | -             | -             | 28     | 0      |
| 2006–07              | «Мессіна»            | A                    | 32        | 2         | КІ                 | 5                  | 0                  | -                    | -                    | -                    | -             | -             | -             | 37     | 2      |
| 2007–08              | «Мессіна»            | B                    | 24        | 0         | КІ                 | 1                  | 0                  | -                    | -                    | -                    | -             | -             | -             | 25     | 0      |
| Усього за «Мессіну»  | Усього за «Мессіну»  | Усього за «Мессіну»  | 113       | 2         |                    | 7                  | 0                  |                      | -                    | -                    |               | -             | -             | 120    | 2      |
| 2008–09              | «Віченца»            | B                    | 37        | 1         | КІ                 | 2                  | 0                  | -                    | -                    | -                    | -             | -             | -             | 39     | 1      |
| 2009–10              | «Віченца»            | B                    | 19        | 0         | КІ                 | 0                  | 0                  | -                    | -                    | -                    | -             | -             | -             | 19     | 0      |
| 2010–11              | «Віченца»            | B                    | 16        | 0         | КІ                 | 2                  | 0                  | -                    | -                    | -                    | -             | -             | -             | 18     | 0      |
| 2011–12              | «Віченца»            | B                    | 15        | 0         | КІ                 | 1                  | 0                  | -                    | -                    | -                    | -             | -             | -             | 16     | 0      |
| Усього за «Віченцу»  | Усього за «Віченцу»  | Усього за «Віченцу»  | 101       | 4         |                    | 5                  | 0                  |                      | -                    | -                    |               | -             | -             | 106    | 4      |
| Усього за кар'єру    | Усього за кар'єру    | Усього за кар'єру    | 339+2     | 7         |                    | 26                 | 0                  |                      | 8                    | 0                    |               | -             | -             | 375    | 7      |

## Досягнення
- Чемпіон Європи (U-21): 2000